# نیکلاس کامی
نیکلاس کامی (انگلیسی: Nicolas Camí؛ زادهٔ ۱۶ ژانویهٔ ۱۹۸۱) بازیکن فوتبال اهل فرانسه است.